# Davids bog
Davids bog er en dansk film fra 1996, instrueret af Lasse Spang Olsen, efter manuskript af Søren Frellesen og Anders Thomas Jensen.

## Medvirkende
- Tomas Villum Jensen
- Nikolaj Lie Kaas
- Torben Jensen
- Søren Thomsen
- Helle Hertz
- Vera Gebuhr
- Solbjørg Højfeldt
- Peter Gantzler
- Steen Stig Lommer
- Martin Spang Olsen
- Benny Bundgaard
- Line Kruse
- Joachim Knop
- Karina Skands